# Bonifaz von Haneberg
Bonifaz von Haneberg, al secolo Daniel (Lenzfried, 16 giugno 1816 – Spira, 31 maggio 1876), è stato un vescovo cattolico tedesco.

## Biografia
Studiò filologia e teologia all'Università di Monaco e fu ordinato prete nel 1839; fu professore ordinario di esegesi dell'Antico Testamento.
Nel 1850 abbracciò la vita religiosa tra i benedettini dell'abbazia di Sankt Bonifaz a Monaco e fu eletto abate nel 1854.
Fu eletto vesvovo di Treviri dal capitolo cattedrale nel 1864, ma rifiutò la nomina; rifiutò successivamente l'offerta di essere nominato vescovo di Colonia e di Eichstätt.
Su invito di papa Pio IX, si recò a Roma per partecipare ai lavori di preparazione per il Concilio Vaticano I.
Fu eletto vescovo di Spira nel 1872 e resse la diocesi fino alla morte.
Lasciò, tra gli altri suoi scritti, Geschichte der biblischen Offenbarung als Einleitung in's alte und neue Testament, pubblicato nel 1852, Die religiösen Altertümer der Bibel, pubblicato nel 1869, e l'edizione dei Canones S. Hippolyti, pubblicata nel 1870.

## Genealogia episcopale
La genealogia episcopale è:
- Cardinale Scipione Rebiba
- Cardinale Giulio Antonio Santori
- Cardinale Girolamo Bernerio, O.P.
- Arcivescovo Galeazzo Sanvitale
- Cardinale Ludovico Ludovisi
- Cardinale Luigi Caetani
- Cardinale Ulderico Carpegna
- Cardinale Paluzzo Paluzzi Altieri degli Albertoni
- Papa Benedetto XIII
- Papa Benedetto XIV
- Papa Clemente XIII
- Cardinale Bernardino Giraud
- Cardinale Alessandro Mattei
- Cardinale Pietro Francesco Galleffi
- Cardinale Giacomo Filippo Fransoni
- Cardinale Antonio Saverio De Luca
- Arcivescovo Gregor von Scherr, O.S.B.
- Vescovo Bonifatius von Haneberg, O.S.B.